# Francja na Zimowych Igrzyskach Paraolimpijskich 2010
Reprezentacja Francji na Zimowe Igrzyska Paraolimpijskie 2010 liczyła 21 reprezentantów, występujących w narciarstwie alpejskim i biegach narciarskich i biathlonie.

## Kadra

### Narciarstwo alpejskie

#### Mężczyźni
- Vincent Gauthier-Manuel
- Lionel Brun
- Jean-Yves Le Meur
- Nicolas Loussalez
- Romain Ribout
- Cyril Moré
- Nicolas Béréjny
- Yohann Taberlet
- Cédric Amafroi-Broisat
- Laurent Caul-Futy
- Anthony Chalençon

#### Kobiety
- Marie Bochet
- Solène Jambaqué
- Nathalie Tyack

### Biegi narciarskie

#### Mężczyźni
- Yannick Bourseaux
- Thomas Clarion
- Georges Bettega
- Romain Rosique
- Thierry Raoux
- Alain Marguerettaz

#### Kobiety
- Nathalie Morin

### Biathlon

#### Mężczyźni
- Yannick Bourseaux
- Thomas Clarion
- Georges Bettega
- Romain Rosique
- Thierry Raoux

#### Kobiety
- Nathalie Morin